# Heiligsprechungen während des Pontifikats Franziskus’
Zusammenfassende Übersicht über die Heiligsprechungen während des Pontifikats von Papst Franziskus.

## 2013
- 12. Mai 2013[1]
  - Antonio Primaldo und die etwa 800 weiteren Märtyrer von Otranto
  - Laura Montoya
  - María Guadalupe García Zavala

- 9. Oktober 2013
  - Angela von Foligno

- 17. Dezember 2013
  - Peter Faber

## 2014
- 3. April 2014
  - François de Montmorency-Laval
  - Marie de l’Incarnation
  - José de Anchieta

- 27. April 2014
  - Johannes XXIII.
  - Johannes Paul II.

- 23. November 2014
  - Giovanni Antonio Farina
  - Kuriakose Elias Chavara
  - Amato Ronconi
  - Euphrasia vom Heiligsten Herzen Jesu
  - Nicola Saggio
  - Ludovico von Casoria

## 2015
- 14. Januar 2015 in Colombo
  - Joseph Vaz

- 17. Mai 2015 in Rom
  - Mirjam von Abellin
  - Maria Cristina Brando
  - Maria Alfonsina Ghattas
  - Émilie de Villeneuve

- 23. September 2015 in Washington, DC
  - Junípero Serra Ferrer

- 18. Oktober 2015 in Rom
  - Vincenzo Grossi
  - Zélie und Louis Martin
  - María de la Purísima Salvat Romero

## 2016
- 5. Juni 2016 in Rom
  - Elisabeth Hesselblad
  - Stanislaus Papczyński

- 4. September 2016 in Rom
  - Teresa von Kalkutta

- 16. Oktober 2016 in Rom
  - Salomon Leclercq
  - José Sánchez del Río
  - Manuel González García
  - Lodovico Pavoni
  - Alfonso Maria Fusco
  - José Gabriel del Rosario Brochero
  - Elisabeth von der Dreifaltigkeit

## 2017
- 13. Mai 2017 in Fátima (Portugal)
  - Francisco Marto
  - Jacinta Marto

- 15. Oktober 2017 in Rom[2]
  - Andreas von Soveral, Ambrósio Francisco Ferro, Matteo Moreira und 27 Gefährten
  - Cristóbal, Antonio und Juan, erste mexikanische Märtyrer
  - Faustino Míguez
  - Angelo da Acri (Luca Antonio Falcone)

## 2018
- 14. Oktober 2018 in Rom[3]
  - Paul VI.
  - Oscar Arnulfo Romero Galdámez
  - Francesco Spinelli
  - Vincenzo Romano
  - Katharina Kasper
  - Nazaria Ignazia di Santa Teresa di Gesù
  - Nunzio Sulprizio

## 2019
- 5. Juli 2019
  - Bartolomeu Fernandes

- 13. Oktober 2019
  - John Henry Newman
  - Giuseppina Vannini
  - Mariam Thresia Chiramel Mankidiyan
  - Dulce Lopes Pontes
  - Marguerite Bays

## 2021
- 21. April 2021
  - Margareta von Città di Castello[4]

## 2022
- 15. Mai 2022 in Rom
  - Titus Brandsma
  - Devasahayam Pillai
  - César de Bus
  - Luigi Maria Palazzolo
  - Giustino Maria Russolillo
  - Charles de Foucauld
  - Marie Rivier
  - Maria Francesca Rubatto
  - Maria von Jesus Santocanale
  - Maria Domenica Mantovani

## 2024
- 11. Februar in Rom
  - María Antonia de Paz y Figueroa
- 20. Oktober in Rom
  - Manuel Ruiz López und sieben Gefährten
  - Giuseppe Allamano
  - Marie-Léonie Paradis
  - Helena Guerra
- Dekret mit Heiligsprechung, gleichgesetzt vom 18. Dezember
  - Märtyrinnen von Compiègne

## 2025
- am 27. April geplant, muss vom zukünftigen Papst kanonisiert werden
  - Carlo Acutis